# Škotski klan
Škotski klan (iz škotske gelščine clann, dobesedno 'otroci', širše 'sorodstvo') je sorodstvena skupina med škotskimi ljudmi. Klani dajejo članom občutek skupne identitete in porekla, v sodobnem času pa imajo uradno strukturo, ki jo priznava sodišče lorda Lyona, ki ureja škotsko heraldiko in grbe. Večina klanov ima svoje vzorce tartana, običajno iz 19. stoletja, ki jih lahko člani vključijo v kilte ali druga oblačila.
Sodobno podobo klanov, od katerih ima vsak svoj tartan in specifično zemljo, je pod vplivom drugih razglasil škotski pisatelj sir Walter Scott. Zgodovinsko gledano so bili modeli tartana povezani z nižinskimi in višavskimi okrožji, katerih tkalci so bili nagnjeni k izdelavi vzorcev blaga, priljubljenih v teh okrožjih. S procesom družbenega razvoja je sledilo, da bodo klani/družine, ki so pomembne v določenem okrožju, nosile tartan tega okrožja, in bil je le kratek korak, da se je ta skupnost prepoznala po njem.
Mnogi klani imajo svojega vodjo klana; tisti, ki ne, so znani kot vojaški klani. Klani se na splošno identificirajo z geografskimi območji, ki so jih prvotno nadzorovali njihovi ustanovitelji, včasih z gradom prednikov in klanskimi srečanji, ki tvorijo reden del družbene scene. Najodmevnejši klanski dogodek v zadnjem času je bil The Gathering 2009 v Edinburghu, ki je privabil najmanj 47.000 udeležencev z vsega sveta.
Pogosta napačna predstava je, da je vsaka oseba, ki nosi ime klana, linijski potomec poglavarjev. Številni člani klana, čeprav niso bili v sorodu s poglavarjem, so vzeli poglavarjev priimek za svoj, bodisi zaradi solidarnosti bodisi zaradi osnovne zaščite ali prepotrebne prehrane. Večina privržencev klana je bilo najemnikov, ki so dajali delovno silo vodjem klana. V nasprotju s splošnim prepričanjem so navadni člani klanov redko imeli kakršno koli krvno vez v sorodstvu s poglavarji klanov, vendar so včasih vzeli priimek poglavarja za svoj, ko so priimki prišli v splošno rabo v 16. in 17. stoletju. Tako se je do 18. stoletja pojavil mit, da je celoten klan potomec enega prednika, morda glede na škotski gelski klan, ki je prvotno imel primarni občutek za 'otroke' ali 'potomce'.
Približno 30 % škotskih družin je povezanih s klanom.

## Klanska organizacija

### Članstvo v klanu
Kot je navedeno zgoraj, beseda klan izhaja iz gelske besede clann. Vendar pa je potreba po dokazanem poreklu od skupnega prednika, povezanega z poglavarsko hišo, preveč omejujoča. Klani so razvili ozemlje, ki temelji na domorodnih moških, ki so sprejeli oblast prevladujoče skupine v bližini. Klan je vključeval tudi veliko skupino ohlapno povezanih septov – odvisnih družin – ki so vse gledale na poglavarja klana kot na svojega poglavarja in zaščitnika.
Po besedah nekdanjega lorda Lyona, sira Thomasa Innesa iz Learneyja, je klan skupnost, ki se odlikuje po heraldiki in jo priznava vladar. Learney je menil, da so klani »plemenita vključitev«, ker je orožje, ki ga nosi poglavar klana, podelil ali kako drugače priznal lord Lyon kot častnik krone, s čimer je podelil kraljevo priznanje celotnemu klanu. Klani s priznanimi poglavarji se torej po škotski zakonodaji štejejo za plemiško skupnost. Skupina brez poglavarja, priznanega s strani suverena prek lorda Lyona, po škotski zakonodaji nima uradnega položaja. Pričakuje se, da bo lord Lyon priznal kandidate za naslov poglavarja kot zakonitega dediča nerazločenega kraka prednika klana, katerega prednik želi biti priznan za poglavarja. Poglavar klana je edina oseba, ki ima pravico nositi grb prednika ustanovitelja klana. Klan velja za poglavarjevo dedno posest in poglavarjev grb je pečat klana kot »plemenite korporacije«. Po škotski zakonodaji je poglavar priznan kot vodja klana in služi kot zakoniti predstavnik klanske skupnosti.
V zgodovini so klan sestavljali vsi, ki so živeli na ozemlju poglavarja ali na ozemlju tistih, ki so bili zvesti omenjenemu poglavarju. Sčasoma, z nenehnimi spremembami »klanskih meja«, migracijami ali spremembami režimov, so bili klani sestavljeni iz velikega števila članov, ki niso bili v sorodu in so nosili različne priimke. Pogosto so tisti, ki živijo na poglavarjevi zemlji, sčasoma prevzeli priimek klana. Poglavar je lahko dodal svoj klan s posvojitvijo drugih družin in je imel tudi zakonsko pravico prepovedati vsakogar iz svojega klana, vključno s člani lastne družine. Danes se vsak, ki nosi poglavarjev priimek, samodejno šteje za člana poglavarskega klana. Tudi vsakdo, ki ponudi zvestobo poglavarju, postane član poglavarjevega klana, razen če se poglavar odloči, da ne bo sprejel zvestobe te osebe.
Članstvo v klanu gre skozi priimek. Otroci, ki vzamejo očetov priimek, so del očetovega klana in ne materinega. Vendar je bilo več primerov, ko je potomec po materini liniji spremenil svoj priimek, da bi zahteval poglavarstvo klana, na primer pokojni poglavar klana MacLeod, ki se je rodil kot John Wolridge-Gordon in spremenil svoje ime v dekliški priimek svoje babice po materini strani, da bi zahteval poglavarstvo MacLeodsov. Danes imajo lahko klani sezname septov. Septi so priimki, družine ali klani, ki so zgodovinsko, trenutno ali iz katerega koli razloga, ki ga izbere poglavar, povezani s tem klanom. Uradnega seznama klanskih septov ni in odločitev o tem, katere septe ima klan, je prepuščena klanu samemu. Zmedeno je, da si lahko sept imena deli z več kot enim klanom in morda mora posameznik uporabiti svojo družinsko zgodovino ali genealogijo, da poišče pravi klan, s katerim je povezan.
Več rodovskih družb je dobilo grbe. V takšnih primerih se ti razlikujejo od poglavarskih, podobno kot orožje klana. Nekdanji lord Lyona Thomas Innes iz Learneya je izjavil, da se takšne družbe v skladu z zakonom o orožju štejejo za »nedoločene kadete«.

### Oblast klanov (dùthchas in oighreachd)
Škotsko klanstvo je vsebovalo dva dopolnjujoča se, a različna koncepta dediščine. To je bila najprej kolektivna dediščina klana, znana kot njihova dùthchas, kar je bila njihova predpisana pravica do naselitve na ozemljih, na katerih so poglavarji in vodilno plemstvo klana običajno zagotavljali zaščito. Pri tem konceptu so vsi člani klana priznavali osebno avtoriteto poglavarjev in vodilnega plemstva kot skrbnikov za svoj klan. Drugi koncept je bil širše sprejetje podeljevanja listin s strani krone in drugih močnih lastnikov zemljišč poglavarjem, poglavarjem in lairdom, kar je določalo posest, ki jo je naselil njihov klan. To je bilo znano kot njihov oighreachd in je dalo drugačen poudarek avtoriteti poglavarja klana, saj je poglavarjem in vodilnemu plemstvu podelilo avtoriteto kot posestnike zemljišč, ki so imeli v lasti zemljo, in ne samo kot skrbnike klana. Od začetka škotskega klanstva si je klanska bojevniška elita, ki je bila znana kot fine, prizadevala biti lastniki zemljišč in tudi teritorialni vojni gospodarji.

### Klani, pravo in sodni proces
Zgoraj omenjeni koncept dùthchas je imel prednost v srednjem veku; vendar je do zgodnjega novega veka koncept oighreachd prevladal. Ta premik je odražal pomen škotskega prava pri oblikovanju strukture klanstva, saj so bile podeljene listine in je bila zagotovljena kontinuiteta dednega dedovanja. Dedič poglavarja je bil znan kot tainistear in je bil običajno neposredni moški dedič. Vendar je bil v nekaterih primerih neposredni dedič določen za bolj politično uspešnega ali bojevitega sorodnika. Po 16. stoletju ni bilo veliko sporov glede dedovanja in do 17. stoletja je bila izločitev moškega dediča redkost. To je urejal in omejeval zakon Entail, ki je preprečeval razdelitev posesti med dedinje in s tem tudi izgubo klanskih ozemelj.
Glavni pravni postopek, ki so ga znotraj klanov uporabljali za reševanje kazenskih in civilnih sporov, je bil znan kot arbitraža, v kateri so oškodovane in domnevno storilke svoje primere predložile senatu, ki je bil sestavljen iz vodilnega plemstva in ga je nadzoroval poglavar klana. Zoper odločitev senata ni bilo pritožbe, ki je bila običajno zabeležena na lokalnem kraljevem ali meščanskem sodišču.

### Socialne vezi
Rejništvo in najemnina sta bili najpomembnejši obliki socialne vezi v klanih. V primeru rejništva bi poglavarjeve otroke vzgajal naklonjeni član plemstva vodilnega klana, njihove otroke pa bi imeli naklonjeni člani klana.
V primeru manrente (pogodba vojaške narave) je bila to vez, ki so jo sklenili poglavarji družin, ki so od poglavarja iskali ozemeljsko zaščito, čeprav niso živeli na posestvih klanske elite. Te vezi so bile okrepljene s calps, dajatvami ob smrti, ki jih je družina plačala poglavarju kot znak osebne zvestobe, ko jim je glava umrla, običajno v obliki njihove najboljše krave ali konja. Čeprav je parlament leta 1617 prepovedal calps, je manrent še naprej prikrito plačeval za zaščito.
Zakonska zveza je okrepila vezi s sosednjimi klani kot tudi z družinami na ozemlju klana. Zakonska zveza je bila tudi komercialna pogodba, ki je vključevala izmenjavo živine, denarja in zemlje s plačili, v katerih je bila nevesta znana kot tocher, ženin pa kot dowry.

### Klanska srečanja in povezovanja
Klanska srečanja so edinstvena značilnost kulture škotskega klana, kjer se člani klana zberejo, da bi proslavili svojo skupno dediščino, sodelovali na Highland Games (višavske igre) in razpravljali o klanskih poslih. Ti dogodki služijo kot osrednja točka za člane klana in pomagajo pri ohranjanju zgodovinskih in kulturnih znamenitosti ter naravnega okolja Škotske. Pripadnosti klanu ne temeljijo samo na poreklu; ljudje brez škotskega rodu so prav tako lahko povezani s klanom, splošno znanim kot »Prijatelji klana«.

### Upravljanje klana
Najemnine od tistih, ki so živeli na rodovskem posestvu, so pobirali tacksmen. Ti nižji plemiči so delovali kot upravitelji posesti, dodeljevali so zemljišča, posojali semensko žito in orodje ter organizirali odgon živine v Nižavje za prodajo, pri čemer so prejemali manjši delež plačil klanskemu plemstvu, fine. Imeli so pomembno vojaško vlogo pri mobilizaciji gostitelja klana, tako ko je bilo to potrebno za vojskovanje kot pogosteje kot velika udeležba privržencev na porokah in pogrebih ter tradicionalno avgusta za lov, ki je vključeval šport za privržence, predhodnike sodobne višavske igre.

### Klanski spori in nemiri
Kjer se oighreachd (zemlja v lasti elite klana ali globa) ni ujemala s skupno dediščino dùthchas (skupno ozemlje klana), je to vodilo do ozemeljskih sporov in vojn. Globa je zamerila njihovim pripadnikom klanov, ker so plačevali najemnino drugim lastnikom. Nekateri klani so s spori širili svoja ozemlja. Predvsem sta bila klana Campbell in klan Mackenzie pripravljena izigrati ozemeljske spore znotraj in med klani, da bi razširila svojo lastno zemljo in vpliv. Prepiri na zahodni obali so potekali s tako intenzivnostjo, da sta bila klana MacLeod in klan MacDonald na otoku Skye v 1590-ih menda prisiljena jesti pse in mačke.
Prepiri so se še povečali zaradi vpletenosti škotskih klanov v vojne med irskimi Geli in angleško monarhijo Tudorjev v 16. stoletju. Znotraj teh klanov se je razvila vojaška kasta pripadnikov manjšega plemstva, ki so bili zgolj bojevniki in ne menedžerji, in so sezonsko migrirali na Irsko, da bi se borili kot plačanci.
Med državljanskimi vojnami v 1640-ih je prišlo do hudih sporov med klani; vendar so v tem času poglavarji in vodilno plemstvo vse bolj raje reševali lokalne spore s pomočjo zakona. Po obnovitvi monarhije leta 1660 se je število spopadov med klani precej zmanjšalo. Zadnji 'klanski' spor, ki je privedel do bitke in ki ni bil del državljanske vojne, je bila bitka pri Mulroyu, ki je potekala 4. avgusta 1688.
Uplenitev živine, znana kot reiving, je bila običajna praksa pred 17. stoletjem. Poznan je bil tudi kot creach, kjer so mladeniči jemali živino sosednjih klanov. Do 17. stoletja se je to zmanjšalo in večina lova je bila znana kot sprèidh, kjer je manjše število moških vdrlo v sosednje Nižavje, odvzeta živina pa se je običajno povrnila po plačilu tascal (denar za informacije) in jamstvu, da ne bodo preganjani. Nekateri klani, kot sta klan MacFarlane in klan Farquharson, so Nižavskim prebivalcem ponudili zaščito pred takšnimi napadi pod pogoji, ki niso bili podobni izsiljevanju.

## Nižavski klani
Zakon škotskega parlamenta iz leta 1597 govori o »Chiftanis in chieffis vseh klanov ... duelland v hielands ali bordouris«. Trdili so, da ta nejasna besedna zveza družine Borders opisuje kot klane. Zakon nadaljuje s seznamom različnih družin Nižavja, vključno z Maxwellovimi, Johnstoneovimi, Carrutherjevimi, Turnbullovimi in drugimi slavnimi imeni Border Reiverjev. Nadalje je sir George MacKenzie iz Rosehaugha, lord odvetnik (generalni državni tožilec) leta 1680 zapisal: »Z izrazom 'poglavar' imenujemo predstavnika družine iz besede chef ali glava in v irskem [gelskem] jeziku z nami poglavar družine se imenuje glava klana.« Sir Crispin Agnew iz Lochnaw Bt je pri povzetku tega gradiva zapisal: »Torej je razvidno, da sta besedi poglavar ali glava in klan ali družina vseskozi zamenljivi. Zato je povsem pravilno govoriti o družini MacDonald ali klanu Stirling.« Ideja, da bi morali biti Highlanders navedeni kot klani, medtem ko bi morali Lowlanders biti označeni kot družine, je bila zgolj konvencija iz 19. stoletja. Čeprav je gelščino v škotskem nižavju skoraj šeststo let izpodrinila angleščina, je sprejemljivo, da se nižinske družine, kot so Douglasovi, imenujejo 'klan'.
Nižinski klan MacDuff je v zakonodaji škotskega parlamenta leta 1384 posebej opisan kot 'klan'.

## Zgodovina

### Izvori
Številni klani so pogosto zahtevali mitološke ustanovitelje, kar je okrepilo njihov status in dalo romantično in poveličano predstavo o njihovem izvoru. Najmočnejši klani so izhajali iz irske mitologije. Obstajajo na primer trditve, da je klan Donald potomec Conna, ulsterskega kralja iz 2. stoletja, ali Cuchulainna, legendarnega junaka Ulstra. Medtem ko so njihovi politični sovražniki klan Campbell trdili, da je njihov prednik Diarmaid the Boar, ki je bil zakoreninjen v fingalskem ali Fenijevem ciklu.
V nasprotju s tem so klani Grant, Mackinnon in Gregor trdili, da izvirajo iz družine Siol Alpin, ki izhaja iz Alpina, očeta Kennetha MacAlpina, ki je leta 843 združil škotsko kraljestvo. Samo ena konfederacija klanov, ki je vključevala klan Sweeney, klan Lamont, klan MacLea, klan MacLachlan in klan MacNeill, lahko izsledi svoje prednike nazaj do Nialla od devetih talcev iz 5. stoletja, visokega kralja Irske.
Vendar pa je v resnici prednike klanov le redko mogoče potrditi dlje od 11. stoletja in kontinuitete rodu v večini primerov ni mogoče najti vse do 13. ali 14. stoletja.
Pojav klanov je bil bolj povezan s političnimi pretresi kot z etnično pripadnostjo. Osvojitev Argylla in Zunanjih Hebridov s strani škotske krone od Normanov v 13. stoletju, ki je sledila pacifikaciji Mormaerjev iz Moraya in severnih uporov v 12. in 13. stoletju, je ustvarila priložnost za vojne gospodarje, da vsilijo svojo prevlado nad lokalnimi družinami, ki so sprejele njihovo zaščito. Te vojščake lahko v veliki meri kategoriziramo kot keltske; vendar njihov izvor sega od gelskega do nordijsko-gelskega in britanskega. Do 14. stoletja je prišlo do nadaljnjega priliva sorodstev, katerih etnična pripadnost je segala od Normanov ali Anglosasov in Flamcev, kot so klan Cameron, klan Fraser, klan Menzies, klan Chisholm in klan Grant.
Med vojnami za škotsko neodvisnost je Robert Bruce uvedel fevdalno posest, da bi izkoristil in nadzoroval moč klanov s podeljevanjem listin za zemljišča, da bi pridobil podporo v nacionalni zadevi proti Angležem. Na primer, klan MacDonald je bil povzdignjen nad klan MacDougall, dva klana, ki sta imela skupen rod od velikega nordijsko-gelskega vojskovodje po imenu Somerled iz 12. stoletja. Klanovstvo tako ni bilo le močna vez lokalnega sorodstva, ampak tudi fevdalizma s škotsko krono. Prav ta fevdalna komponenta, okrepljena s škotskim pravom, je tista, ki ločuje škotsko klanstvo od plemenskega, ki je bilo v starodavni Evropi, ali tistega, ki ga še vedno najdemo na Bližnjem vzhodu in med domorodnimi skupinami v Avstralaziji, Afriki in Ameriki.

### Državljanske vojne in jakobitstvo
Med vojnami treh kraljestev med letoma 1638 in 1651 so bile vse strani »rojalistične«, v smislu skupnega prepričanja, da je bila monarhija božansko navdihnjena. Na izbiro, ali podpreti Karla I. ali vlado Covenanterja, so v veliki meri vplivali spori znotraj škotske elite. Leta 1639 je politik Covenanterja Argyll, vodja klana Campbell, dobil nalog 'ognja in meča', ki ga je uporabil za zaseg MacDonaldovih ozemelj v Lochaberju in tistih, ki jih je imel klan Ogilvy v Angusu. Posledično sta oba klana podprla Montrosejevo kraljevo kampanjo 1644–1645 v upanju, da ju bosta ponovno pridobila.
Ko je Karel II. Angleški leta 1660 ponovno zasedel prestol, je Recissory Act 1661 škofje vrnil v Škotsko cerkev. To so podprli številni poglavarji, saj je ustrezalo hierarhični klanski strukturi in spodbujalo poslušnost avtoriteti. Tako Karel kot njegov brat Jakob VII. Angleški sta uporabila višavske dajatve, znane kot Highland Host, za nadzor območij na jugozahodu, kjer je prevladoval Campbell, in zadušitev Argyllove vstaje leta 1685. Ocenjuje se, da je bilo do leta 1680 na Škotskem manj kot 16.000 katoličanov, ki so bili omejeni na dele aristokracije in gelsko govoreče klane v višavju in na otokih.
Ko je bil Jakob odstavljen v slavni revoluciji novembra 1688, je bila izbira strani večinoma oportunistična. Prezbiterijanski Macleani so podprli Jakobite, da bi ponovno pridobili ozemlja v Mullu, ki so jih v 1670-ih izgubili Campbellovi; katoliški Keppoch MacDonalds je poskušal opleniti projakobitsko mesto Inverness in bili so odkupljeni šele po posredovanju Dundeeja.
Vpletenost Višavja v jakobitske vstaje je bila posledica njihove oddaljenosti in fevdalnega klanskega sistema, ki je od najemnikov zahteval vojaško službo. Zgodovinar Frank McLynn identificira sedem glavnih gonil jakobitizma, pri čemer je podpora Stuartom najmanj pomembna; velik odstotek jakobitske podpore leta 1745 je prišla od Lowlandersov, ki so nasprotovali Uniji iz leta 1707, in članov Škotske episkopalne cerkve.
Leta 1745 je večina voditeljev klanov svetovala princu Charlesu, naj se vrne v Francijo, vključno z MacDonaldom iz Sleata in Normanom MacLeodom. Ker so prispeli brez francoske vojaške podpore, so menili, da Charles ni izpolnil svojih zavez, hkrati pa se domneva, da sta bila Sleat in MacLeod ranljiva za vladne sankcije zaradi njune vpletenosti v nezakonito prodajo najemnikov v najemniško služnost.
Prepričanih je bilo dovolj, a izbira je bila le redko preprosta; Donald Cameron iz Lochiela se je zavezal šele potem, ko je dobil »varnost za celotno vrednost njegovega premoženja, če bi se vstaja izkazala za neuspešno«, medtem ko sta MacLeod in Sleat pomagala Charlesu pobegniti za Cullodenom.

### Razpad klanskega sistema
Leta 1493 je Jakob IV. Škotski MacDonaldovim zaplenil gospostvo otokov. To je destabiliziralo regijo, medtem ko so povezave med škotskimi MacDonaldsi in irskimi MacDonnelli pomenile, da so se nemiri v eni državi pogosto prelili v drugo. Jakob VI. Škotski je sprejel različne ukrepe, da bi se spopadel s posledično nestabilnostjo, vključno z zakonom o zakolu iz leta 1587, ki je bil kasneje uporabljen v pokolu v Glencoeju leta 1692. Da bi preprečil endemične spore, je zahteval, da spore rešuje krona, zlasti 'hladnokrvne' umore, potem ko so bili dogovorjeni členi predaje ali sprejeta gostoljubnost. Njegova prva zabeležena uporaba je bila leta 1588, ko je bil Lachlan Maclean preganjan zaradi umora svojega novega očima Johna MacDonalda in 17 drugih članov MacDonaldove poroke.
Drugi ukrepi so imeli omejen učinek; vsiljevanje finančnih jamstev lastnikom zemljišč za dobro vedenje njihovih najemnikov pogosto ni uspelo, saj mnogi niso veljali za poglavarja klana. Zveza kron iz leta 1603 je sovpadala s koncem anglo-irske devetletne vojne, ki so ji sledile zaplembe zemljišč leta 1608. Prej najbolj gelski del Irske, Ulsterski nasadi so poskušali zagotoviti stabilnost v zahodni Škotski z uvozom Škotov in angleški protestanti. Ta postopek so pogosto podpirali prvotni lastniki; leta 1607 je sir Randall MacDonnell na svoji zemlji v Antrimu naselil 300 prezbiterijanskih škotskih družin. S tem se je končala irska praksa uporabe višavskega stekla ali plačancev.
Ionski statut iz leta 1609 je poglavarjem klanov naložil vrsto ukrepov, namenjenih njihovi vključitvi v škotske zemljiške razrede. Medtem ko potekajo razprave o njihovem praktičnem učinku, so bili dolgoročno vplivna sila na klanske elite. Statut je poglavarjem klanov zavezoval, da morajo velik del leta prebivati v Edinburghu in da so svoje dediče izobraževali v angleško govorečem Nižavju. Dolga bivanja v Edinburghu so bila draga. Ker je bilo višavje pretežno brezgotovinsko gospodarstvo, je to pomenilo, da so se preusmerili v komercialno izkoriščanje svojih zemljišč, namesto da bi jih upravljali kot del družbenega sistema. Stroški življenja stran od posesti njihovih klanov so prispevali h kronični zadolženosti, ki je bila vse pogostejša za višavske posestnike, kar je sčasoma privedlo do prodaje številnih velikih višavskih posesti v poznem 18. in zgodnjem 19. stoletju.:105–107
V 18. stoletju so poglavarji klanov v prizadevanju, da bi povečali dohodek od svojih posestev, začeli omejevati sposobnost podnajemnikov. To je pomenilo, da je več najemnine, ki so jo plačali tisti, ki zemljo dejansko obdelujejo, šlo lastniku zemlje. Rezultat pa je bila odstranitev te plasti klanske družbe. V procesu, ki se je pospešil od 1770-ih naprej, je do začetka 19. stoletja tacksmen postal redka sestavina družbe. Zgodovinar T. M. Devine opisuje »izpodrivanje tega razreda kot enega najjasnejših dokazov smrti stare gelske družbe«. Številni kmetje, pa tudi premožnejši kmetje (ki so bili utrujeni od ponavljajočih se povišanj najemnin) so se odločili izseliti se. To bi lahko vzeli kot odpor do sprememb v višavskem kmetijskem gospodarstvu, saj je uvedba kmetijskih izboljšav povzročila višavske izstope.:9 Izguba tega srednjega sloja višavske družbe ni predstavljala le bega kapitala iz Gaeldom, pa tudi izguba podjetniške energije. Prvi večji korak pri odobritvah je bila odločitev vojvod Argyllskih, da na dražbo dajo zakupe kmetij in mestnih območij. To se je začelo s premoženjem Campbella v Kintyru v 1710-ih in se po letu 1737 razširilo na vsa njihova posestva. To dejanje komercialnega najemodajalca, ki je dal zemljišče v najem tistemu, ki je ponudil najvišjo ponudbo, je bilo očitna kršitev načela dùthchas.
Jakobitska vstaja leta 1745 je bila včasih opisana kot ključni dogodek v propadu klanov. Nobenega dvoma ni, da so po uporu sledile divje kaznovalne ekspedicije proti klanom, ki so podpirali Jakobite, in zakonodajni poskusi uničenja klanske kulture. Vendar pa je poudarek zgodovinarjev zdaj na pretvorbi poglavarjev v zemljiške gospode v počasnem prehodu v daljšem obdobju. Zaporedni jakobitski upori so po mnenju T. M. Devine, preprosto ustavili proces sprememb, medtem ko so vojaški vidiki klanov ponovno pridobili začasen pomen; očiten porast družbenih sprememb po letu '45 je bil le proces dohitevanja finančnih pritiskov, ki so povzročili najemodajalstvo. Različni deli zakonodaje, ki so sledili Cullodnu, so vključevali Zakon o dednih jurisdikcijah, ki je ukinil pravico do načelnikov za vodenje sodišč in to vlogo prenesli na sodstvo. To verjetno ni vplivalo na tradicionalno zvestobo članov klana. Obstaja tudi dvom o kakršnem koli resničnem učinku prepovedi višavskih oblačil (ki je bila vseeno razveljavljena leta 1782).
Highland Clearances so videli nadaljnje ukrepe poglavarjev klanov, da bi zbrali več denarja iz svojih dežel. V prvi fazi čiščenja, ko je bilo uvedeno izboljšanje kmetijstva, so bili številni kmečki kmetje izseljeni in ponovno naseljeni v novoustanovljenih kmetijskih skupnostih, običajno na obalnih območjih. Majhna velikost posesti je bila namenjena prisili najemnikov k delu v drugih panogah, kot sta ribištvo ali industrija alg. Zaradi pomanjkanja dela se je povečalo število Gorjanov, ki so postali sezonski migranti v Nižavju. To je dalo prednost pri govorjenju angleščine, kot »jezika dela«. Ugotovljeno je bilo, da je prišlo do povečanja pismenosti v angleščini, ko je Društvo gelskih šol v zgodnjih desetletjih 19. stoletja začelo poučevati osnovno pismenost v gelščini. Ta paradoks je mogoče razložiti z letnim poročilom Društva na Škotskem za širjenje krščanskega znanja (SSPCK) iz leta 1829, ki pravi: »starši so tako nevedni, da jih je težko prepričati, da lahko njihovim otrokom kaj koristi, če se naučijo  gelščine, čeprav si vsi želijo ... da bi jih učili angleščine«.
Druga faza čiščenja višavja je prizadela prenaseljene kroparske skupnosti, ki se zaradi lakote in/ali propada industrij, na katere so se zanašale, niso mogle več preživljati. »Pomoč pri prehodih« so revnim najemnikom zagotovili najemodajalci, ki so ugotovili, da je to ceneje od nadaljnjih ciklov pomoči zaradi lakote tistim, ki so imeli znatne zamude pri plačilu najemnine. To je veljalo zlasti za zahodno višavje in Hebride. Številnih višavskih posesti niso več imeli v lasti poglavarji klanov, vendar so zemljiški gospodje tako novega kot starega tipa spodbujali izseljevanje obubožanih najemnikov v Kanado in pozneje v Avstralijo.:370–371 Čiščenjem je sledilo obdobje še večjega izseljevanja, ki se je nadaljevalo (s kratkim zatišjem za prvo svetovno vojno) vse do začetka velike depresije.

### Romantični spomin
Večina protiklanske zakonodaje je bila razveljavljena do konca 18. stoletja, ko je jakobitska grožnja popustila, leta 1782 pa je bil razveljavljen Zakon o oblačenju, ki je omejeval nošenje kilta. Kmalu je prišlo do procesa rehabilitacije višavske kulture. Do 19. stoletja so običajni ljudje v regiji večinoma opustili tartan, čeprav se je ohranil v višavskih polkih v britanski vojski, ki so se jim revni višavci v velikem številu pridružili do konca napoleonskih vojn leta 1815. Mednarodno navdušenje nad tartanom in idealizacijo romantiziranega višavja je sprožil Ossianov cikel, ki ga je objavil James Macpherson (1736–96). Macpherson je trdil, da je našel poezijo, ki jo je napisal starodavni bard Ossian, in objavil prevode, ki so pridobili mednarodno popularnost. Višavski aristokrati so v Edinburghu (1784) in drugih središčih, vključno z Londonom (1788), ustanovili Highland Societies. Podobo romantičnega Višavja so dodatno popularizirala dela Walterja Scotta. Njegova 'uprizoritev' kraljevega obiska kralja Jurija IV. na Škotskem leta 1822 in kraljevo nošenje tartana je povzročilo velik porast povpraševanja po kiltih in tartanih, ki ga škotska industrija platna ni mogla zadovoljiti. Poimenovanje posameznih klanskih tartanov je bilo v tem obdobju v veliki meri definirano in postali so glavni simbol škotske identitete. Ta Highlandizem, s katerim je bila vsa Škotska identificirana s kulturo Višavja, je bil utrjen z zanimanjem kraljice Viktorije za državo, njenim sprejetjem gradu Balmoral kot glavnega kraljevega zatočišča in njenim zanimanjem za tartenry.

## Klanski simboli
Oživitev zanimanja in povpraševanja po prednikih klanov je pripeljala do izdelave seznamov in zemljevidov, ki pokrivajo celotno Škotsko, z imeni klanov in prikazom ozemelj, včasih z ustreznimi tartani. Medtem ko nekateri seznami in zemljevidi klanov omejujejo svoje območje na Višavje, drugi prikazujejo tudi nižavske klane ali družine. Teritorialna območja in zvestobe so se sčasoma spreminjale, obstajajo pa tudi različne odločitve o tem, katere (manjše) klane in družine je treba izpustiti (nekateri alternativni spletni viri so navedeni v spodnjem razdelku Zunanje povezave).
Ta seznam klanov vsebuje klane, registrirane pri sodišču Lord Lyon. Sodišče Lord Lyon opredeljuje klan ali družino kot pravno priznano skupino, vendar ne razlikuje med družinami in klani, saj oba pojma priznava kot zamenljiva. Klani ali družine, za katere se domneva, da so v preteklosti imeli poglavarja, vendar jih lord Lyon trenutno ne priznava, so navedeni na seznamu armigerous clans.

### Tartan
Tartani so bili tradicionalno povezani z višavskimi klani in po prenehanju veljavnosti zakona o oblačenju iz leta 1746, ki je prepovedal nošenje tartanov moškim in fantom, so »tartani okrožja in nato klana« pomemben del škotskih klanov. Skoraj vsi škotski klani imajo več kot en tartan pripisan svojemu priimku. Čeprav ni pravil o tem, kdo lahko ali ne sme nositi določen tartan in je mogoče, da kdorkoli ustvari tartan in ga poimenuje skoraj poljubno, je edina oseba, ki ima pooblastilo, da tartan klana naredi 'uradno', načelnik. V nekaterih primerih, po takem priznanju s strani poglavarja klana, klanski tartan zabeleži in registrira Lord Lyon. Ko ga odobri lord Lyon, po priporočilu svetovalnega odbora za tartan, se klanski tartan zabeleži v lyonskih sodnih knjigah. Vsaj v enem primeru se klanski tartan pojavi v heraldiki poglavarja klana in lord Lyon meni, da je to "pravi" tartan klana.
Prvotno se zdi, da tartani niso bili povezani z določenimi klani; namesto tega so lokalni tkalci izdelovali višavske tartane v različnih oblikah in vsaka identifikacija je bila izključno regionalna, vendar je zamisel o tartanu, specifičnem za klan, pridobila veljavo v poznem 18. stoletju in leta 1815 je Highland Society of London začelo poimenovanje tartana za specifičen klan. Mnogi klanski tartani izhajajo iz prevare iz 19. stoletja, znane kot Vestiarium Scoticum. Vestiarium so sestavili Sobieski Stuarts, ki so ga predstavili kot reprodukcijo starodavnega rokopisa klanskih tartanov. Od takrat je bilo dokazano, da gre za ponaredek, a kljub temu so modeli še vedno visoko cenjeni in še naprej služijo svojemu namenu pri identifikaciji zadevnega klana.

### Značka grba
Znak zvestobe poglavarju klana je nošenje grba. Grb, primeren za klanovca ali klanovko, je sestavljen iz poglavarskega grba, obdanega s trakom in zaponko, ki vsebuje poglavarjev heraldični moto ali slogan. Čeprav je običajno govoriti o 'klanskih grbih', tega ni. Na Škotskem (in pravzaprav v celotnem Združenem kraljestvu) imajo samo posamezniki, ne klani, heraldični grb. Čeprav lahko kateri koli član klana in klanovka kupi značke z grbom in jih nosi, da pokaže svojo zvestobo svojemu klanu, heraldični grb in moto vedno pripadata samo poglavarju. Načeloma je treba te značke uporabljati samo z dovoljenjem poglavarja klana; sodišče v Lyonu pa je posredovalo v primerih, ko je bilo dovoljenje zavrnjeno. Škotske značke z grbi, podobno kot tartani, značilni za klane, nimajo dolge zgodovine in veliko dolgujejo romantiki viktorijanske dobe, saj so jih na pokrovu motorja nosili šele od 19. stoletja. Koncept klanske značke ali oblike identifikacije ima lahko določeno veljavnost, saj se običajno trdi, da so bili prvotni znaki le določene rastline, ki so jih nosili na pokrovih ali obesili na palico ali sulico.

### Značka klana
Značke klana so še eno sredstvo za izkazovanje zvestobe škotskemu klanu. Te značke, včasih imenovane značke rastlin, so sestavljene iz vejice določene rastline. Običajno se nosijo na pokrovu za škotski grb; lahko jih pritrdite tudi na ramo ženskega pasu iz tartana ali pa jih privežete na palico in uporabite kot standard. Klani, ki so zgodovinsko povezani ali ki so zasedali ozemlja na istem splošnem območju, si lahko delijo isto oznako klana. Po ljudskem izročilu so škotski klani uporabljali klanske značke kot obliko identifikacije v boju. Značke, ki jih danes pripisujejo klanom, pa so lahko popolnoma neprimerne za celo sodobna klanska srečanja. Značke klana se običajno imenujejo izvirni simbol klana. Vendar je Thomas Innes iz Learneya trdil, da bi bile heraldične zastave poglavarjev klanov najzgodnejše sredstvo za identifikacijo škotskih klanov v bitki ali na velikih srečanjih.